# Медерово
Медерово (укр. Медерове) — село в Аджамской сельской общине Кропивницкого района Кировоградской области Украины
Население составляет 115 человек. Почтовый индекс — 27671. Телефонный код — 522. Код КОАТУУ — 3522585402.
В селе расположена станция Медерово Одесской железной дороги (линия Знаменка — Долинская)